# برج دانوب
برج دونا هو برج بُني سنة 1964 من تصميم المصمم المعماري هانيس لينتل، يبلغ ارتفاعه 252 متر، يحتوي على 779 درجة.
يطل برج دونا على نهر الدانوب الذي يعبر مدينة فيينا في النمسا. في أعلى البرج يكمن مطعمين، المطعم الأول بارتفاع 160 متر والمطعم الثاني بارتفاع 170 متر.

## التاريخ
افتتح البرج رسميًا الرئيس الاتحادي أدولف شارف في 16 نيسان سنة 1964. ومنذ ذلك الحين، أصبح جزءًا من أفق فيينا وأصبحت نقطة مراقبة شعبية ومنطقة سياحية، وهو يقع في منتصف دوناوبارك، التي بنيت لاستضافة المعارض البستانية في منطقة 22 في فيينا، دوناوستادت، بالقرب من الضفة الشمالية لنهر الدانوب.

## وصلات خارجية
http://www.donauturm.at/en/